# Háromfa
Háromfa é um município da Hungria, situado no condado de Somogy. Tem 42,14 km² de área e sua população em 2019 foi estimada em 767 habitantes.